# Liga de Fútbol de Primera División 2013/14
Die Saison 2013/14 beinhaltete die 101. und die 102. Auflage der Liga de Fútbol de Primera División (bis Dezember 2013 noch Primera División de Costa Rica), der höchsten costa-ricanischen Fußballliga. In dieser Saison wurden, wie auch in den letzten Jahren üblich, zwei Meisterschaften – Invierno JPS 2013 und Verano JPS 2014 – ausgespielt. Aus den Ergebnissen beider Meisterschaften wurde eine Gesamttabelle erstellt, um den Absteiger in die Liga de Ascenso-Segunda División zu ermitteln. Die Gewinner beider Meisterschaften qualifizierten sich für die CONCACAF Champions League 2014/15. Im Invierno 2013 sicherte sich Alajuelense den 29. Meistertitel der Vereinsgeschichte, im Verano 2014 konnte Rekordmeister Saprissa zum 30. Mal triumphieren. Puntarenas stieg in die Zweitklassigkeit ab.

## Austragungsmodus
Die Saison 2013/14 war in die zwei Spielzeiten Invierno 2013 und Verano 2014 aufgeteilt. Die beiden Meisterschaften wurden in folgendem Modus ausgespielt:
- Zunächst spielten die zwölf teilnehmenden Mannschaften in einer Einfachrunde (Hin- und Rückspiel) im Modus Jeder gegen Jeden die besten vier Mannschaften aus.
- Diese besten vier Teams spielten in Hin- und Rückspielen (1. gegen 4., 2. gegen 3.) im Halbfinale die beiden Finalisten aus.
- Im Finale spielten die beiden Halbfinalsieger in Hin- und Rückspiel den Meister aus.

Aus den Hauptrunden der beiden Meisterschaften (Invierno und Verano) wurde eine Gesamttabelle erstellt. Der Letztplatzierte in dieser Wertung stieg in die Liga de Ascenso-Segunda División ab.

## Besondere zusätzliche Regel
- In jedem Kader (aus maximal 25 Spielern bestehend) durften sich höchstens vier Ausländer befinden.

## Teilnehmer
Bis auf Absteiger AD San Carlos nahmen alle weiteren 11 Vereine der vorherigen Saison weiterhin teil. Neu dabei war CF Universidad de Costa Rica als Aufsteiger aus der Liga de Ascenso-Segunda División.
| Startplatz:               | Verein                       | Herkunft (Ort, Provinz)            | Stadion                          | Vereinsfarben          | Meistertitel | Übertragungsrechte         |
| ------------------------- | ---------------------------- | ---------------------------------- | -------------------------------- | ---------------------- | ------------ | -------------------------- |
| 01. Gesamttabelle 2012/13 | CD Saprissa                  | San Juan de Tibás, San José        | Estadio Ricardo Saprissa Ayma    | Dunkelviolett und Weiß | 29           | Teletica (Kanäle 7, 33)    |
| 02. Gesamttabelle 2012/13 | CS Herediano                 | Heredia, Heredia                   | Estadio Eladio Rosabal Cordero   | Rot und Gelb           | 23           | Repretel (Kanäle 4, 6, 11) |
| 03. Gesamttabelle 2012/13 | LD Alajuelense               | Alajuela, Alajuela                 | Estadio Alejandro Morera Soto    | Rot und Schwarz        | 28           | Repretel (Kanäle 4, 6, 11) |
| 04. Gesamttabelle 2012/13 | CS Cartaginés                | Cartago, Cartago                   | Estadio José Rafael "Fello" Meza | Rot und Blau           | 3            | Teletica (Kanäle 7, 33)    |
| 05. Gesamttabelle 2012/13 | AD Municipal Pérez Zeledón   | San Isidro de El General, San José | Estadio Municipal Otto Ureña     | Hellblau und Blau      | 0            | Teletica (Kanäle 7, 33)    |
| 06. Gesamttabelle 2012/13 | AD Santos de Guápiles        | Guápiles, Limón                    | Estadio Ebal Rodrígez            | Rot und Weiß           | 0            | ExtraTV42 (Kanal 42)       |
| 07. Gesamttabelle 2012/13 | CS Uruguay de Coronado       | Coronado, San José                 | Estadio Municipal El Labrador    | Gelb und Schwarz       | 1            | Repretel (Kanäle 4, 6, 11) |
| 08. Gesamttabelle 2012/13 | Limón FC                     | Puerto Limón, Limón                | Estadio Juan Goban               | Grün und Weiß          | 0            | Repretel (Kanäle 4, 6, 11) |
| 09. Gesamttabelle 2012/13 | Puntarenas FC                | Puntarenas, Puntarenas             | Estadio Lito Pérez               | Orange und Schwarz     | 0            | Teletica (Kanäle 7, 33)    |
| 10. Gesamttabelle 2012/13 | Belén-Bridgestone FC         | Belén, Heredia                     | Polideportivo Belén              | Rot und Weiß           | 0            | Repretel (Kanäle 4, 6, 11) |
| 11. Gesamttabelle 2012/13 | AD Carmelita                 | Alajuela, Alajuela                 | Estadio Alejandro Morera Soto    | Grün und Rot           | 1            | ExtraTV42 (Kanal 42)       |
| Meister LIASCE-SD 2012/13 | CF Universidad de Costa Rica | San Pedro, San José                | Ecológico                        | Himmelblau und Weiß    | 1            | Repretel (Kanäle 4, 6, 11) |

## Endstand

### Winter JPS 2013
Dedicado: Guillermo Vergas Roldán
| Invierno 2013 Stand: Endstand | AD Carmelita | AD Municipal Pérez Zeledón | AD Santos de Guápiles | Belén-Bridgestone FC | CD Saprissa | CF Universidad de Costa Rica | CS Cartaginés | CS Herediano | CS Uruguay de Coronado | LD Alajuelense |     | Puntarenas FC |
| ----------------------------- | ------------ | -------------------------- | --------------------- | -------------------- | ----------- | ---------------------------- | ------------- | ------------ | ---------------------- | -------------- | --- | ------------- |
| AD Carmelita                  |              | 2:0                        | 1:2                   | 1:1                  | 2:1         | 0:0                          | 0:1           | 2:2          | 1:1                    | 1:0            | 2:3 | 2:3           |
| AD Municipal Pérez Zeledón    | 3:2          |                            | 3:2                   | 2:2                  | 0:1         | 2:2                          | 1:2           | 2:3          | 1:1                    | 0:4            | 3:1 | 2:1           |
| AD Santos de Guápiles         | 4:0          | 2:1                        |                       | 2:2                  | 1:2         | 1:1                          | 2:1           | 3:2          | 0:3                    | 0:1            | 2:0 | 1:1           |
| Belén-Bridgestone FC          | 1:3          | 2:2                        | 2:1                   |                      | 1:1         | 0:1                          | 2:2           | 1:4          | 2:2                    | 1:2            | 0:2 | 3:0           |
| CD Saprissa                   | 3:1          | 4:2                        | 2:0                   | 2:0                  |             | 3:1                          | 1:1           | 1:0          | 4:1                    | 4:4            | 5:1 | 2:1           |
| CF Universidad de Costa Rica  | 0:0          | 1:2                        | 1:3                   | 1:1                  | 0:0         |                              | 1:2           | 1:1          | 2:1                    | 0:1            | 4:1 | 3:0           |
| CS Cartaginés                 | 1:1          | 2:1                        | 2:2                   | 2:0                  | 0:0         | 0:0                          |               | 1:1          | 2:2                    | 0:1            | 2:0 | 1:1           |
| CS Herediano                  | 2:1          | 3:1                        | 3:2                   | 1:0                  | 3:0         | 4:1                          | 2:0           |              | 1:1                    | 2:0            | 4:1 | 5:2           |
| CS Uruguay de Coronado        | 2:2          | 0:2                        | 0:0                   | 0:1                  | 2:0         | 0:2                          | 1:1           | 0:2          |                        | 0:1            | 1:1 | 1:0           |
| LD Alajuelense                | 1:2          | 3:1                        | 2:1                   | 1:0                  | 3:0         | 2:0                          | 4:0           | 1:0          | 2:1                    |                | 2:0 | 0:1           |
| Limón FC                      | 1:2          | 3:1                        | 1:1                   | 1:0                  | 1:2         | 1:2                          | 0:0           | 1:2          | 2:1                    | 2:2            |     | 0:1           |
| Puntarenas FC                 | 1:1          | 0:0                        | 1:0                   | 3:1                  | 0:0         | 1:1                          | 0:1           | 1:2          | 1:2                    | 2:1            | 0:0 |               |

| Pl.             | Verein                           | Sp. | S  | U  | N  | Tore    | Diff. | Punkte |
| --------------- | -------------------------------- | --- | -- | -- | -- | ------- | ----- | ------ |
| 1.              | CS Herediano (M)                 | 22  | 16 | 3  | 3  | 049:230 | +26   | 51     |
| 2.              | LD Alajuelense                   | 22  | 15 | 2  | 5  | 038:180 | +20   | 47     |
| 3.              | CD Saprissa (P)                  | 22  | 12 | 6  | 4  | 038:250 | +13   | 42     |
| 4.              | CS Cartaginés                    | 22  | 7  | 11 | 4  | 024:230 | +1    | 32     |
| 5.              | AD Santos de Guápiles            | 22  | 7  | 6  | 9  | 032:320 | ±0    | 27     |
| 6.              | CF Universidad de Costa Rica (N) | 22  | 6  | 9  | 7  | 025:260 | −1    | 27     |
| 7.              | AD Carmelita                     | 22  | 6  | 8  | 8  | 029:330 | −4    | 26     |
| 8.              | Puntarenas FC                    | 22  | 6  | 7  | 9  | 021:290 | −8    | 25     |
| 9.              | AD Municipal Pérez Zeledón       | 22  | 6  | 5  | 11 | 032:430 | −11   | 23     |
| 10.             | CS Uruguay de Coronado           | 22  | 4  | 9  | 9  | 023:300 | −7    | 21     |
| 11.             | Limón FC                         | 22  | 5  | 5  | 12 | 023:390 | −16   | 20     |
| 12.             | Belén-Bridgestone FC             | 22  | 3  | 8  | 11 | 023:360 | −13   | 17     |
| Stand: Endstand |                                  |     |    |    |    |         |       |        |

Playoffs
|  | Halbfinale | Halbfinale     | Halbfinale | Halbfinale | Halbfinale |  |  | Finale | Finale         | Finale | Finale | Finale |
|  |            |                |            |            |            |  |  |        |                |        |        |        |
|  |            |                |            |            |            |  |  |        |                |        |        |        |
|  | 4          | CS Cartaginés  | 0          | 0          | 0          |  |  |        |                |        |        |        |
|  | 1          | CS Herediano   | 2          | 3          | 5          |  |  |        |                |        |        |        |
|  |            |                |            |            |            |  |  | HF1    | CS Herediano   | 0      | 0      | 0(3)   |
|  |            |                |            |            |            |  |  | HF2    | LD Alajuelense | 0      | 0      | 0(5)   |
|  | 3          | CD Saprissa    | 1          | 0          | 1          |  |  |        |                |        |        |        |
|  | 2          | LD Alajuelense | 0          | 1          | 1          |  |  |        |                |        |        |        |
|  |            |                |            |            |            |  |  |        |                |        |        |        |

| Platz           | Verein                           |
| --------------- | -------------------------------- |
| 01.             | LD Alajuelense                   |
| 02.             | CS Herediano (M)                 |
| 03.             | CD Saprissa (P)                  |
| 04.             | CS Cartaginés                    |
| 05.             | AD Santos de Guápiles            |
| 06.             | CF Universidad de Costa Rica (N) |
| 07.             | AD Carmelita                     |
| 08.             | Puntarenas FC                    |
| 09.             | AD Municipal Pérez Zeledón       |
| 10.             | CS Uruguay de Coronado           |
| 11.             | Limón FC                         |
| 12.             | Belén-Bridgestone FC             |
| Stand: Endstand |                                  |

### Sommer JPS 2014
Dedicado: Alfredo „Chata“ Piedra Mora
| Verano 2014 Stand: Endstand  | AD Carmelita | AD Municipal Pérez Zeledón | AD Santos de Guápiles | Belén-Bridgestone FC | CD Saprissa | CF Universidad de Costa Rica | CS Cartaginés | CS Herediano | CS Uruguay de Coronado | LD Alajuelense |     | Puntarenas FC |
| ---------------------------- | ------------ | -------------------------- | --------------------- | -------------------- | ----------- | ---------------------------- | ------------- | ------------ | ---------------------- | -------------- | --- | ------------- |
| AD Carmelita                 |              | 3:1                        | 1:0                   | 0:2                  | 2:2         | 2:1                          | 1:1           | 2:0          | 2:1                    | 1:2            | 4:2 | 2:0           |
| AD Municipal Pérez Zeledón   | 1:2          |                            | 3:1                   | 2:2                  | 0:1         | 2:1                          | 2:2           | 1:3          | 1:1                    | 2:2            | 2:0 | 4:2           |
| AD Santos de Guápiles        | 0:0          | 3:0                        |                       | 0:1                  | 2:4         | 0:3                          | 3:0           | 1:0          | 1:1                    | 0:2            | 1:0 | 3:3           |
| Belén-Bridgestone FC         | 2:1          | 1:1                        | 1:1                   |                      | 1:2         | 1:2                          | 2:2           | 1:4          | 2:2                    | 1:3            | 3:2 | 2:0           |
| CD Saprissa                  | 1:0          | 1:2                        | 4:0                   | 4:0                  |             | 1:0                          | 3:0           | 1:1          | 2:0                    | 3:1            | 1:1 | 2:1           |
| CF Universidad de Costa Rica | 0:2          | 2:1                        | 2:1                   | 2:0                  | 0:3         |                              | 1:1           | 2:0          | 2:1                    | 0:1            | 0:1 | 4:1           |
| CS Cartaginés                | 2:1          | 2:2                        | 2:0                   | 1:2                  | 1:0         | 0:1                          |               | 0:0          | 2:0                    | 0:0            | 1:1 | 0:1           |
| CS Herediano                 | 3:1          | 0:0                        | 4:2                   | 0:1                  | 2:2         | 5:0                          | 3:0           |              | 2:1                    | 1:0            | 2:0 | 3:1           |
| CS Uruguay de Coronado       | 1:0          | 1:0                        | 1:1                   | 3:0                  | 2:4         | 1:2                          | 2:0           | 1:3          |                        | 1:0            | 2:1 | 3:0           |
| LD Alajuelense               | 1:0          | 1:1                        | 3:1                   | 1:0                  | 0:0         | 5:2                          | 1:1           | 5:2          | 3:0                    |                | 3:0 | 3:0           |
| Limón FC                     | 3:2          | 1:0                        | 0:0                   | 3:0                  | 1:1         | 1:1                          | 1:3           | 0:2          | 3:0                    | 4:2            |     | 0:0           |
| Puntarenas FC                | 1:1          | 4:0                        | 2:2                   | 0:2                  | 1:1         | 2:3                          | 2:0           | 1:1          | 0:2                    | 1:1            | 1:1 |               |

| Pl.             | Verein                           | Sp. | S  | U | N  | Tore    | Diff. | Punkte |
| --------------- | -------------------------------- | --- | -- | - | -- | ------- | ----- | ------ |
| 1.              | CD Saprissa (P)                  | 22  | 13 | 7 | 2  | 043:180 | +25   | 46     |
| 2.              | LD Alajuelense (M)               | 22  | 12 | 6 | 4  | 040:210 | +19   | 42     |
| 3.              | CS Herediano                     | 22  | 12 | 5 | 5  | 041:230 | +18   | 41     |
| 4.              | CF Universidad de Costa Rica (N) | 22  | 11 | 2 | 9  | 031:320 | −1    | 35     |
| 5.              | AD Carmelita                     | 22  | 9  | 4 | 9  | 030:270 | +3    | 31     |
| 6.              | Belén-Bridgestone FC             | 22  | 8  | 5 | 9  | 027:360 | −9    | 29     |
| 7.              | CS Uruguay de Coronado           | 22  | 8  | 4 | 10 | 027:310 | −4    | 28     |
| 8.              | Limón FC                         | 22  | 6  | 7 | 9  | 026:310 | −5    | 25     |
| 9.              | CS Cartaginés                    | 22  | 5  | 9 | 8  | 021:290 | −8    | 24     |
| 10.             | AD Municipal Pérez Zeledón       | 22  | 5  | 8 | 9  | 028:360 | −8    | 23     |
| 11.             | AD Santos de Guápiles            | 22  | 4  | 7 | 11 | 023:370 | −14   | 19     |
| 12.             | Puntarenas FC                    | 22  | 3  | 8 | 11 | 024:400 | −16   | 17     |
| Stand: Endstand |                                  |     |    |   |    |         |       |        |

Playoffs
|  | Halbfinale | Halbfinale     | Halbfinale | Halbfinale | Halbfinale |  |  | Finale | Finale         | Finale | Finale | Finale |
|  |            |                |            |            |            |  |  |        |                |        |        |        |
|  |            |                |            |            |            |  |  |        |                |        |        |        |
|  | 4          | CF UCR         | 2          | 0          | 2          |  |  |        |                |        |        |        |
|  | 1          | CD Saprissa    | 2          | 2          | 4          |  |  |        |                |        |        |        |
|  |            |                |            |            |            |  |  | HF1    | CD Saprissa    | 0      | 1      | 1      |
|  |            |                |            |            |            |  |  | HF2    | LD Alajuelense | 0      | 0      | 0      |
|  | 3          | CS Herediano   | 1          | 1          | 2          |  |  |        |                |        |        |        |
|  | 2          | LD Alajuelense | 1          | 3          | 4          |  |  |        |                |        |        |        |
|  |            |                |            |            |            |  |  |        |                |        |        |        |

| Platz           | Verein                           |
| --------------- | -------------------------------- |
| 01.             | CD Saprissa (P)                  |
| 02.             | LD Alajuelense (M)               |
| 03.             | CS Herediano                     |
| 04.             | CF Universidad de Costa Rica (N) |
| 05.             | AD Carmelita                     |
| 06.             | Belén-Bridgestone FC             |
| 07.             | CS Uruguay de Coronado           |
| 08.             | Limón FC                         |
| 09.             | CS Cartaginés                    |
| 10.             | AD Municipal Pérez Zeledón       |
| 11.             | AD Santos de Guápiles            |
| 12.             | Puntarenas FC                    |
| Stand: Endstand |                                  |

### 2013–14
| Pl.             | Verein                           | Sp. | S  | U  | N  | Tore    | Diff. | Punkte |
| --------------- | -------------------------------- | --- | -- | -- | -- | ------- | ----- | ------ |
| 1.              | CS Herediano                     | 44  | 27 | 9  | 8  | 090:460 | +44   | 90     |
| 2.              | LD Alajuelense (M)               | 44  | 27 | 8  | 9  | 078:390 | +39   | 89     |
| 3.              | CD Saprissa (P)                  | 44  | 25 | 13 | 6  | 081:430 | +38   | 88     |
| 4.              | CF Universidad de Costa Rica (N) | 44  | 17 | 11 | 16 | 056:580 | −2    | 62     |
| 5.              | AD Carmelita                     | 44  | 15 | 12 | 17 | 059:600 | −1    | 57     |
| 6.              | CS Cartaginés                    | 44  | 12 | 20 | 12 | 045:520 | −7    | 56     |
| 7.              | CS Uruguay de Coronado           | 43  | 11 | 13 | 19 | 050:610 | −11   | 46     |
| 8.              | AD Santos de Guápiles            | 44  | 11 | 13 | 20 | 055:690 | −14   | 46     |
| 9.              | AD Municipal Pérez Zeledón       | 44  | 11 | 13 | 20 | 060:790 | −19   | 46     |
| 10.             | Belén-Bridgestone FC             | 44  | 11 | 13 | 20 | 050:720 | −22   | 46     |
| 11.             | Limón FC                         | 44  | 11 | 12 | 21 | 049:700 | −21   | 45     |
| 12.             | Puntarenas FC                    | 44  | 9  | 15 | 20 | 045:690 | −24   | 42     |
| Stand: Endstand |                                  |     |    |    |    |         |       |        |

| Ehrung                          | Gewinner                                        |
| ------------------------------- | ----------------------------------------------- |
| Bester Torschütze 2014–15       | Víctor Núñez (CS Herediano)                     |
| Bester Torschütze Invierno 2013 | Cristhiam Lagos (AD Santos de Guápiles)         |
| Bester Torschütze Verano 2014   | Lucas Gómez (CF Universidad de Costa Rica)      |
|                                 | Jonathan Moya (CS Uruguay de Coronado)          |
|                                 | Fabrizio Ronchetti (AD Municipal Pérez Zeledón) |
| Bestes Tor 2013–14              | Carlos Clark (AD Carmelita)                     |
| Bester Spieler                  | Yeltsin Tejeda (CD Saprissa)                    |
| Bester Ausländischer Spieler    | Lucas Gómez (CF Universidad de Costa Rica)      |
| Bester Spiel U-21               | David Ramírez (CD Saprissa)                     |
| Bester Torwart                  | Patrick Pemberton (Liga Deportiva Alajuelense)  |
| Bester Trainer                  | José Giacone (CF Universidad de Costa Rica)     |
| Fair Play-Aktion (Spieler)      | Armando Alonso (LD Alajuelense)                 |
| Fair Play (Klub)                | CF Universidad de Costa Rica                    |
| Klub mit größtem Aufschwung     | CF Universidad de Costa Rica                    |